# Listă de insule
Aceasta este o listă de insule ale lumii grupată după oceane și continente.

## Listă de insule după continent
- Africa
- Antarctica
- Australia
- Asia
- Europa
  - Insulele din Europa grupate după suprafață
  - Insulele din Europa grupate după populație
- America de Nord
- America Centrală
- America de Sud
- Oceania

## Listă de insule grupate după ocean, mare, lac(uri) sau fluvii

### Oceane
- Oceanul Arctic
- Occeanul Atlantic
- Oceanul Indian
- Oceanul Pacific
- Oceanul de Sud

### Mări
- Marea Adriatică
- Marea Baltică
- Marea Caraibilor
- Marea Chinei de Est
- Marea Chinei de Sud
- Marea Cretei
- Marea Egee
- Marea Ionică
- Marea Irlandei
- Marea Marmara
- Marea Mediterană
- Marea Neagră
- Golful Persic
- Marea Tireniană

### Lacuri
- Lacul Bangweulu
- Marile Lacuri
- Marele Lac Sărat
- Lacul Razim
- Lacul Victoria

### Fluvii
- Dunărea

## Listă de insule după țară

### Africa
- Angola
- Benin
- Camerun
- Capul Verde
- Comore
- Côte d’Ivoire
- Republica Democratică Congo
- Djibouti
- Egipt
- Guineea Ecuatorială
- Eritreea
- Gabon
- Gambia
- Ghana
- Guineea
- Guineea-Bissau
- Kenya
- Maroc
- Mozambic
- Namibia
- Nigeria
- Congo
- São Tomé and Príncipe
- Senegal
- Seychelles
- Sierra Leone
- Somalia
- Africa de Sud
- Sudan
- Tanzania
- Togo
- Tunisia
- Sahara de Vest

### Asia
- Bangladesh
- Cambodgia
- China
- Hong Kong
- India
- Indonezia
- Iran
- Japonia
- Coreea de Sud
- Kuwait
- Malaezia
- Maldive
- Myanmar
- Pakistan
- Filipine
- Singapore
- Sri Lanka
- Taiwan
- Thailanda

### Europa
- Albania
- Bulgaria
- Croația
- Cipru
- Danemarca
- Estonia
- Insulele Feroe
- Finlanda
- Franța
- Germania
- Grecia
- Ungaria
- Islanda
- Ireland
- Italia
- Macedonia
- Malta
- Muntenegru
- Olanda
- Norvegia
- Polonia
- Portugalia
- România
- Rusia
- Slovacia
- Spania
- Suedia
- Elveția
- Turcia
- Regatul Unit

### America de Nord și Centrală
- Belize
- Canada
- Costa Rica
- El Salvador
- Guatemala
- Honduras
- Mexic
- Nicaragua
- Panama
- Puerto Rico
- SUA

### America de Sud
- Argentina
- Bolivia
- Brazilia
- Chile
- Columbia
- Ecuador
- Guyana Franceză
- Guyana
- Paraguay
- Peru
- Surinam
- Uruguay
- Venezuela

### Australia și Oceania
- Australia
- Noua Zeelandă
- Kiribati
- Noua Caledonie

## Listă de insule
nu exista deocamdata insule disparute

## Alte liste de insule
- Listă de insule grupate după nume
- Listă de insule grupate după populație
- Listă de insule grupate după suprafață
- Listă de insule grupate după altitudinea maximă
- Listă de insule în lacuri
- Listă de insule nelocuite
- Listă de insule noi
- Listă de insule submerse
- Listă de insule divizate între mai multe state
- Listă de insule artificiale
- Listă de insule denumite după nume de persoane
- Listă de arhipelaguri